# مردم آبخازی
مردم آبخازی (گرجی: აფხაზები) مردم بومی سرزمینی در گرجستان در غرب قفقاز و کرانهٔ شرقی دریای سیاه بنام جمهوری آبخاز با یک نژادی قفقازی هستند که بیش از ۱۲۲ هزار نفر در این جمهوری جمعیت دارند. این ملت در سواحل دریای سیاه ساکن هستند. مردم آبخازی در سایر کشورها به‌ویژه در ترکیه، روسیه، سوریه، آلمان، اوکراین و سایر مناطق گرجستان بجز جمهوری آبخاز بین ۴۰۰ تا ۵۰۰ هزار نفر جمعیت دارند. آبخازی زبان ساکنان بومی مردم آبخازی است که جزو زبان‌های قفقازی و گروه قفقازی شمالی می‌باشد.
جمعیت بزرگ مهاجر آبخازی ساکن در ترکیه، به دلیل مهاجرتها در اواخر قرن ۱۹ میلادی بوده‌است. بخشی از مردم آبخازی نیز در نقاط اتحاد جماهیر شوروی سابق سکنا گزیده‌اند که امروزه شامل کشورهای روسیه و اوکراین می‌شود.

## نگارخانه

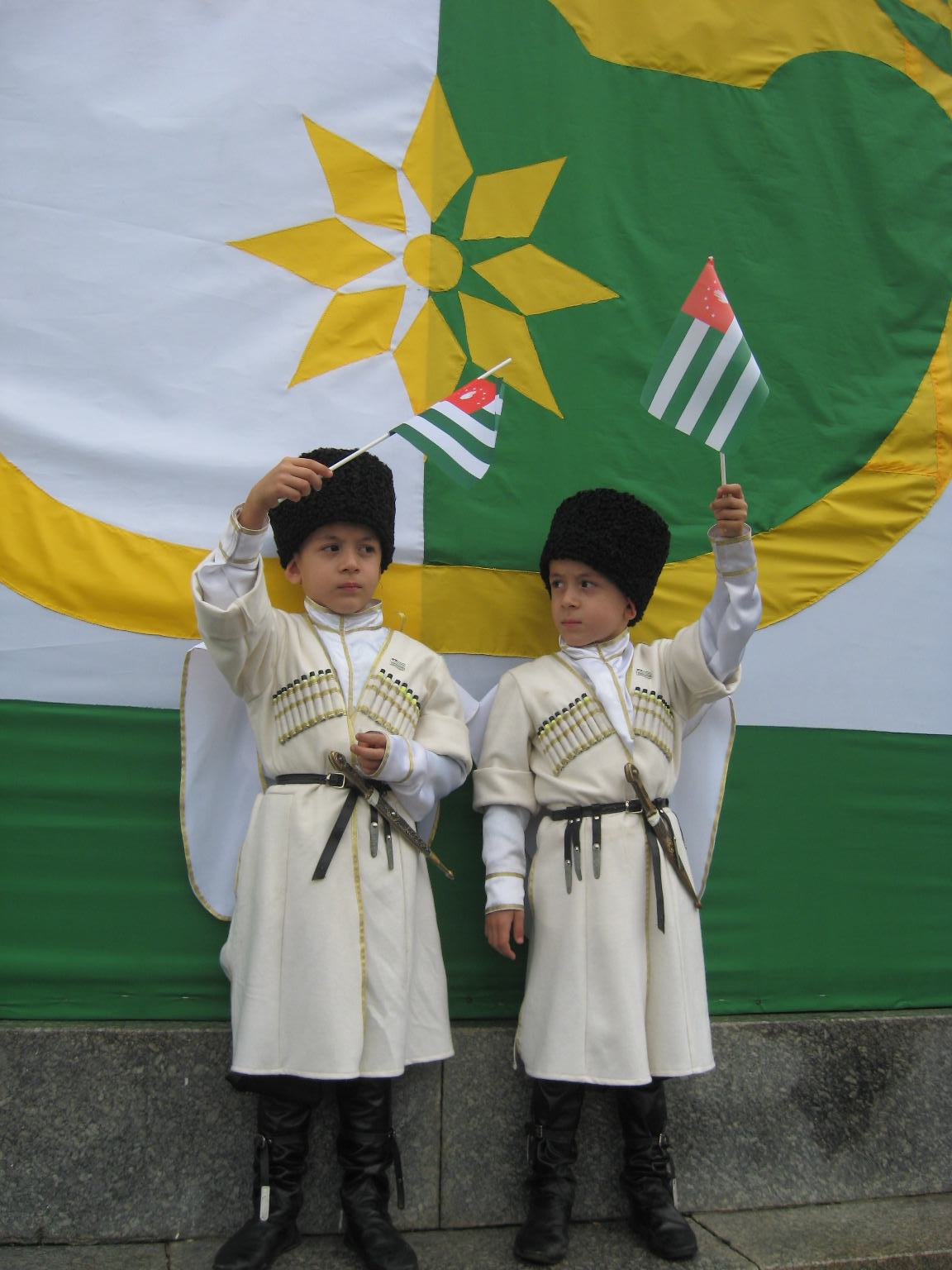
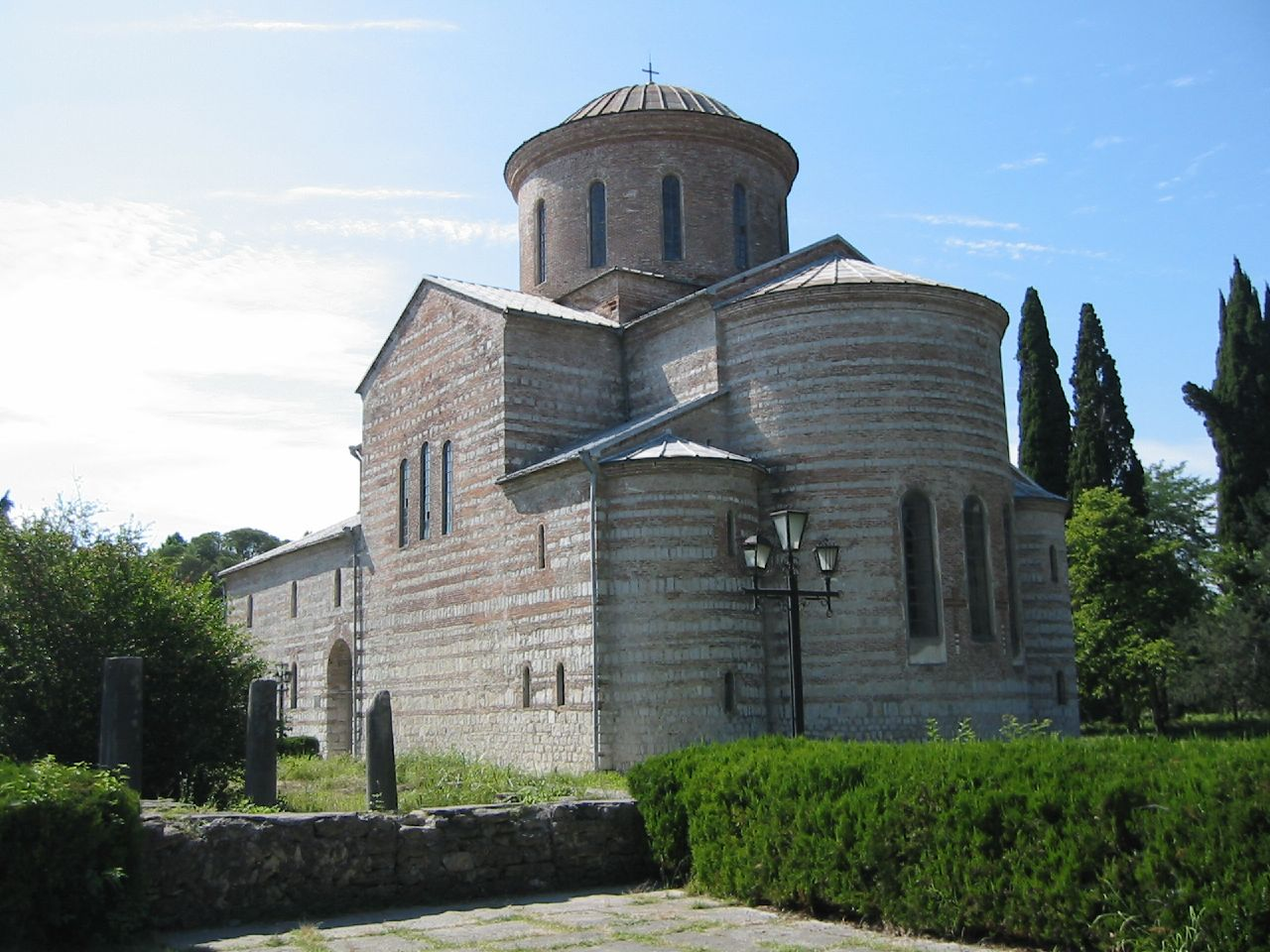
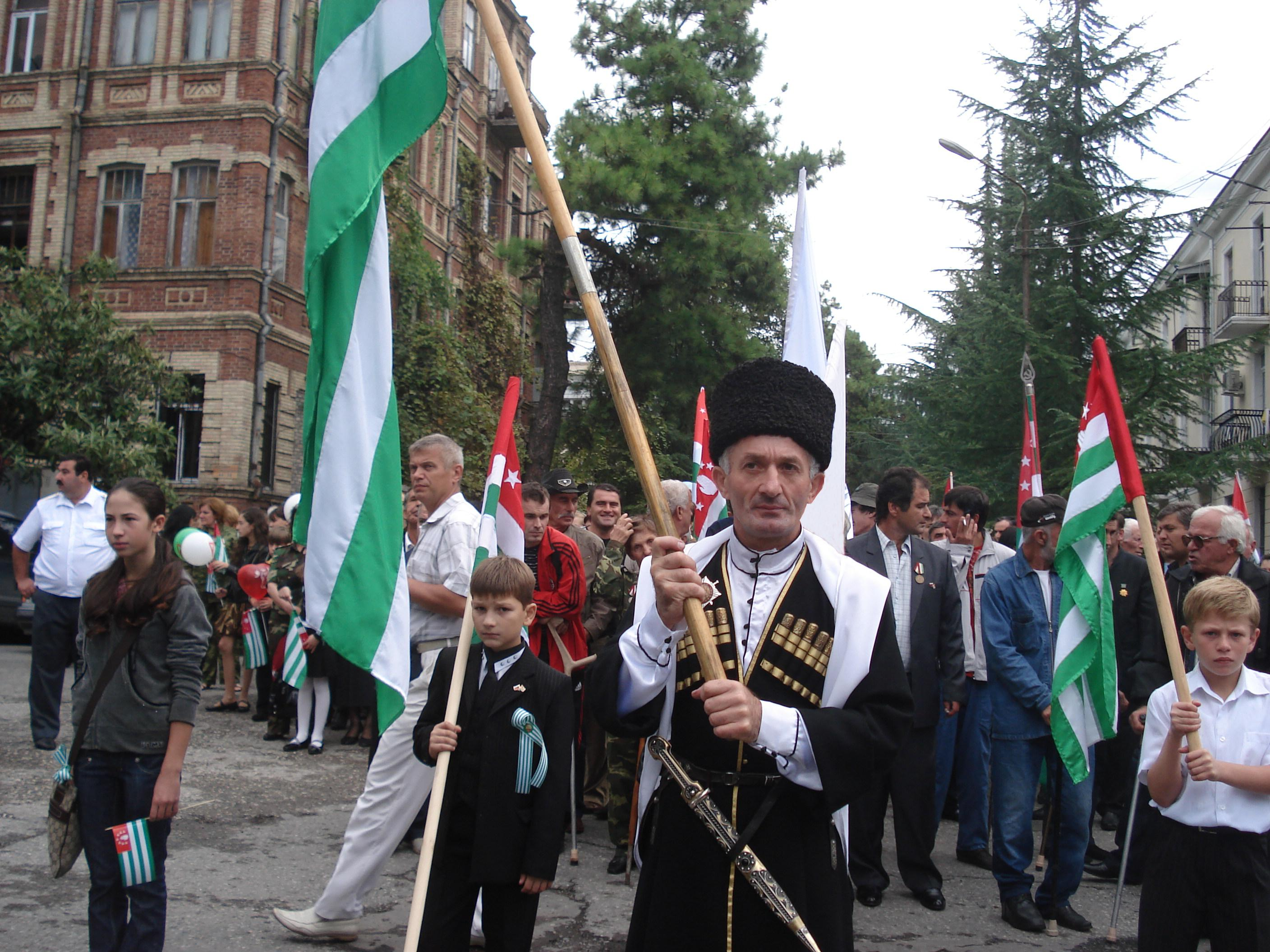
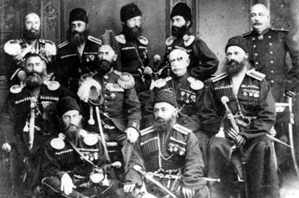
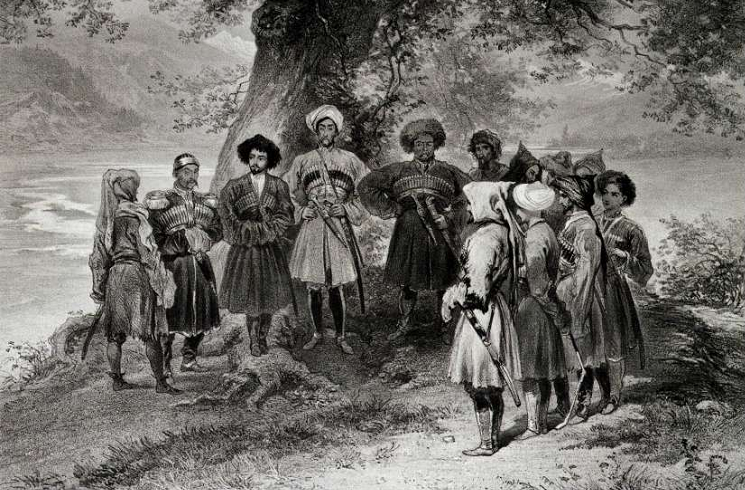
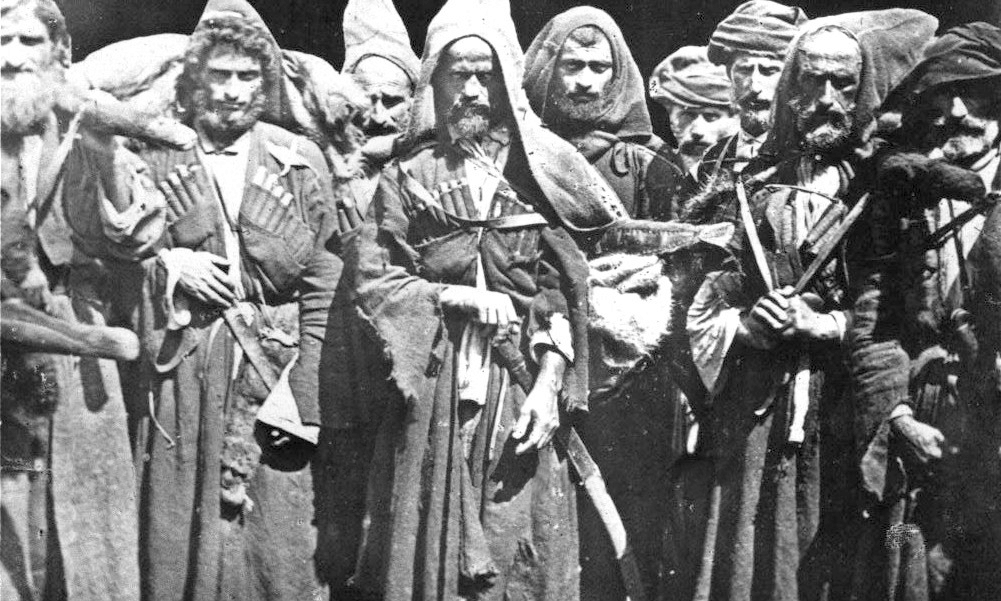
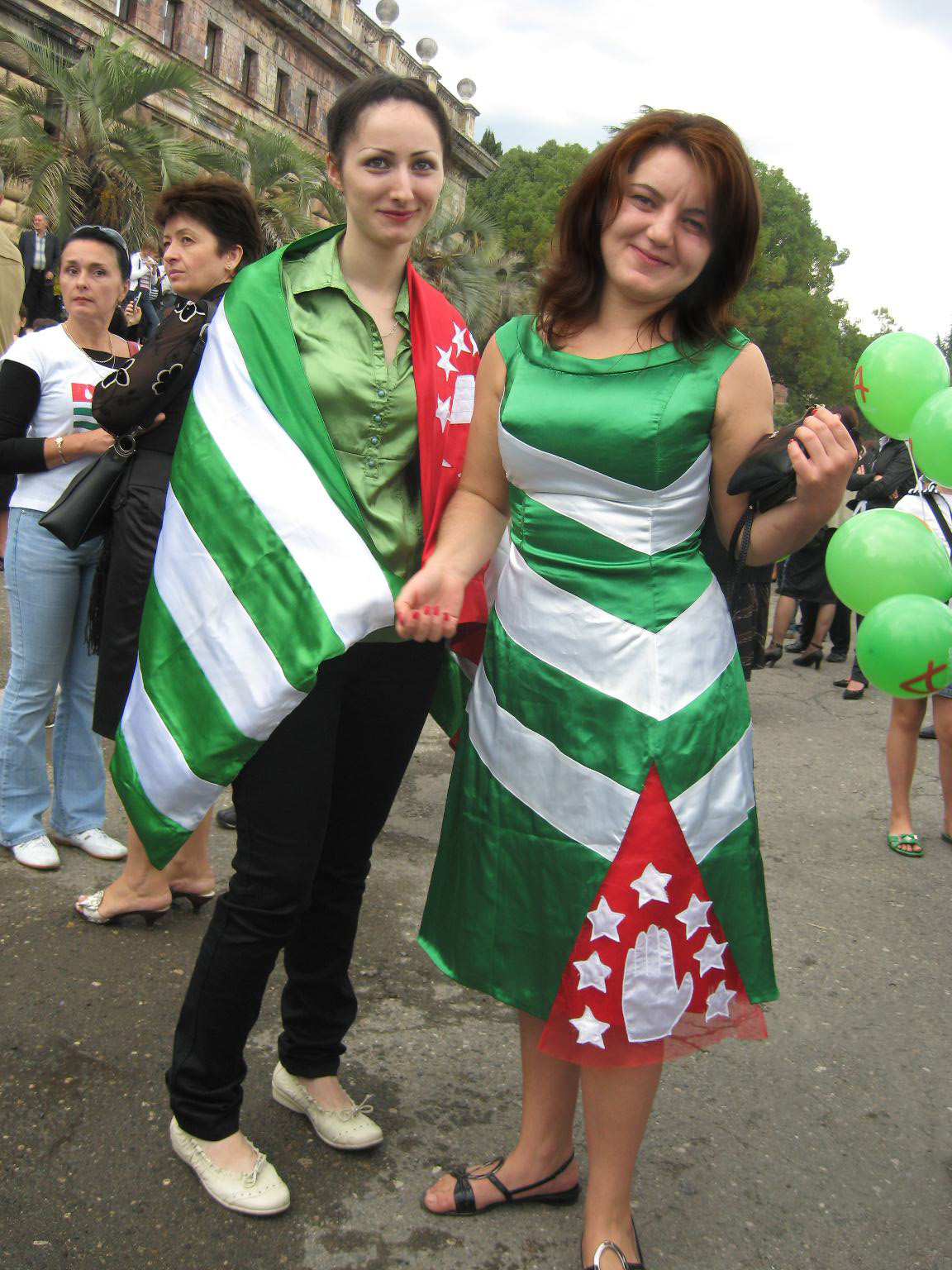